# Sainte-Reine (Haute-Saône)
Sainte-Reine ist eine französische Gemeinde im Département Haute-Saône in der Region Bourgogne-Franche-Comté.

## Geographie
Sainte-Reine liegt auf einer Höhe von 220 m über dem Meeresspiegel, zehn Kilometer nördlich von Gy und etwa 34 Kilometer nordwestlich der Stadt Besançon (Luftlinie). Das Dorf erstreckt sich im Südwesten des Départements, im Saônebecken in einer Rodungsinsel im Quellgebiet des Cabri.
Die Fläche des 6,18 km² großen Gemeindegebiets umfasst einen Abschnitt der leicht gewellten Landschaft südöstlich der Saône. Der zentrale Teil des Gebietes wird von einer Mulde eingenommen, die vom Cabri nach Süden zur Morte entwässert wird. Die Mulde wird von ausgedehnten Wäldern umgeben, welche das nur schwach reliefierte Land bedecken: im Westen der Bois de Belle-Vaivre, im Norden der Bois des Houx und im Osten der Bois de Saint-Gand. Geologisch zählt das Gebiet zum Saônebecken und ist aus tertiären Ablagerungen aufgebaut. Mit 254 m wird auf einer Anhöhe im Bois des Houx die höchste Erhebung von Sainte-Reine erreicht.
Zu Sainte-Reine gehören die Siedlung La Marichaude (215 m) in der Niederung des Cabri sowie einige Gehöfte. Nachbargemeinden von Sainte-Reine sind Seveux im Norden, La Chapelle-Saint-Quillain im Osten, Vellemoz im Süden sowie Igny im Westen.

## Geschichte
Im Mittelalter gehörte Sainte-Reine zur Freigrafschaft Burgund und darin zum Gebiet des Bailliage d’Amont. Sainte-Reine war Teil der Herrschaft Campagne, deren Mittelpunkt Igny bildete. Zusammen mit der Franche-Comté gelangte das Dorf mit dem Frieden von Nimwegen 1678 definitiv an Frankreich. Die Gemeinde besitzt keine eigene Kirche; sie gehört zur Pfarrei Igny.

## Bevölkerung
| Jahr                       | 1962 | 1968 | 1975 | 1982 | 1990 | 1999 | 2009 | 2018 |
| Einwohner                  | 38   | 32   | 31   | 27   | 27   | 38   | 35   | 28   |
| Quellen: Cassini und INSEE |      |      |      |      |      |      |      |      |

Mit 22 Einwohnern (1. Januar 2022) gehört Sainte-Reine zu den kleinsten Gemeinden des Départements Haute-Saône. Nachdem die Einwohnerzahl während des 20. Jahrhunderts deutlich abgenommen hatte (1886 wurden noch 120 Personen gezählt), wurde seit Beginn der 1990er Jahre wieder ein leichtes Bevölkerungswachstum verzeichnet.

## Wirtschaft und Infrastruktur
Sainte-Reine war bis weit ins 20. Jahrhundert hinein ein vorwiegend durch die Landwirtschaft (Ackerbau, Obstbau und Viehzucht) und die Forstwirtschaft geprägtes Dorf. Außerhalb des primären Sektors gibt es nur wenige Arbeitsplätze im Dorf. Einige Erwerbstätige sind auch Wegpendler, die in den größeren Ortschaften der Umgebung ihrer Arbeit nachgehen.
Der Ort liegt abseits der größeren Durchgangsachsen an einer Departementsstraße, die von La Chapelle-Saint-Quillain nach Seveux führt. Weitere Straßenverbindungen bestehen mit Igny und Motey-sur-Saône.

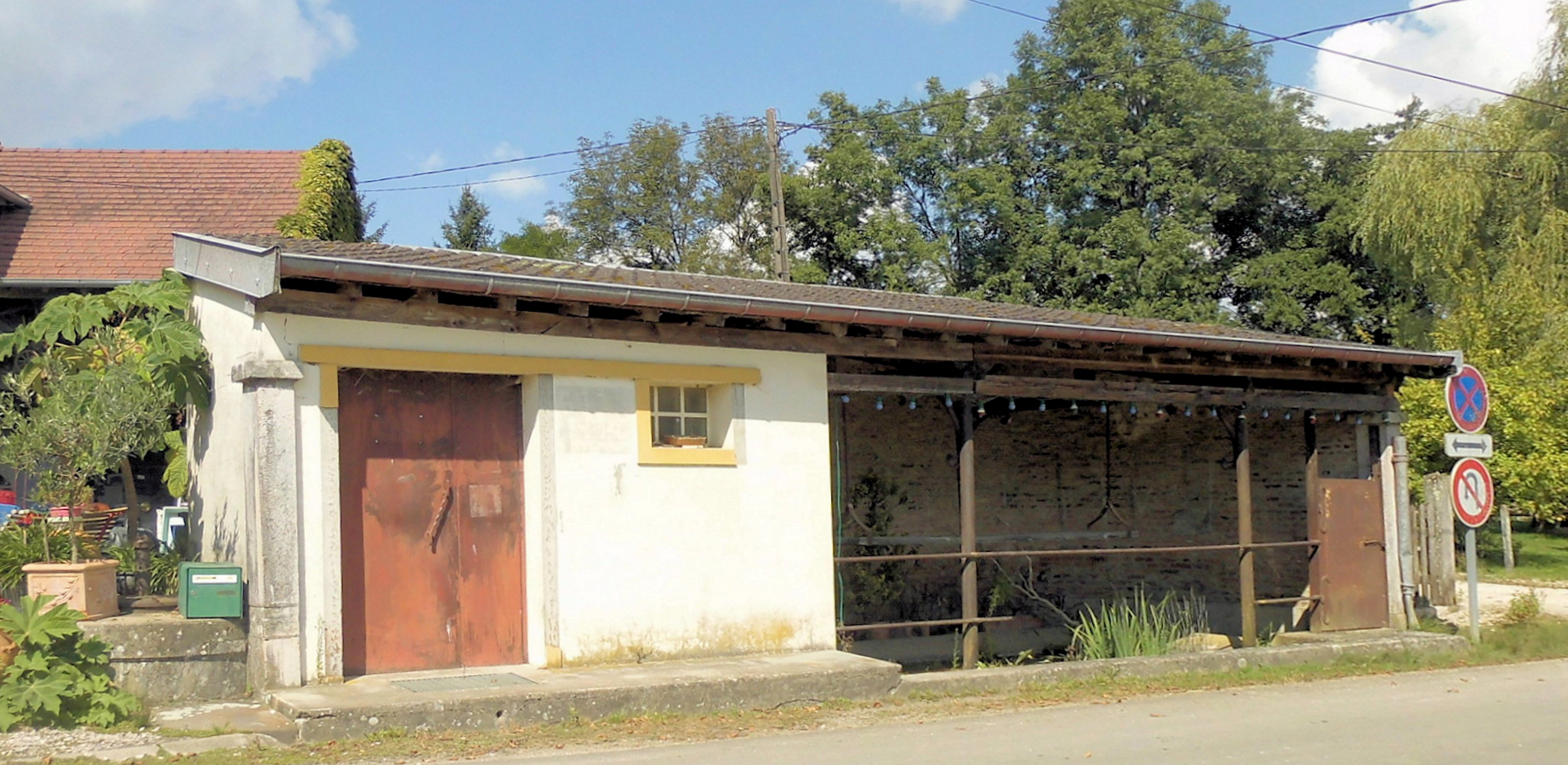
Ehemaliges Waschhaus